# Ranchito de las Ánimas
Ranchito de las Ánimas är en ort i Mexiko.   Den ligger i kommunen Actopan och delstaten Veracruz, i den sydöstra delen av landet, 260 km öster om huvudstaden Mexico City. Ranchito de las Ánimas ligger 315 meter över havet och antalet invånare är 795.
Terrängen runt Ranchito de las Ánimas är kuperad. Runt Ranchito de las Ánimas är det ganska tätbefolkat, med 100 invånare per kvadratkilometer. Närmaste större samhälle är Actopan, 3,9 km sydost om Ranchito de las Ánimas. Trakten runt Ranchito de las Ánimas består till största delen av jordbruksmark.